# Isabel de Iorque, Condessa de Essex
Isabel de Iorque, também conhecida como Isabel de Cambridge (1409 — 2 de outubro de 1484) foi condessa consorte de Essex pelo seu segundo casamento com Henrique Bourchier, 1.º Conde de Essex. Ela era a tia paterna dos reis Eduardo IV de Inglaterra e Ricardo III de Inglaterra.

## Família
Isabel era a filha primogênita de Ricardo de Conisburgh, 3.º Conde de Cambridge e de sua primeira esposa, Ana de Mortimer. Seus avós paternos eram Edmundo de Langley, 1.º duque de Iorque e a infanta Isabel de Castela, sua primeira esposa. Seus avós maternos eram Rogério Mortimer, 4.º Conde de March e Leonor Holland.
Seus bisavós paternos, pais de Edmundo, eram o rei Eduardo III de Inglaterra e a rainha Filipa de Hainault. Seu avô materno, Rogério, era filho de Filipa Plantageneta, 5.ª Condessa de Ulster, e portanto, neto de Leonel de Antuérpia, outro filho de Eduardo III e Filipa.
Já sua avó materna, Leonor, era neta paterna de Joana de Kent, mãe de Ricardo II de Inglaterra.
Isabel teve um único irmão, Ricardo, 3.º Duque de Iorque, marido de Cecília Neville, e pai dos reis de Inglaterra, Eduardo IV e Ricardo III.
Seu pai, Ricardo, foi decapitado em 5 de agosto de 1415, devido a sua participação na Conspiração de Southampton, para depor o rei Henrique V de Inglaterra.

## Biografia
Com apenas quatro anos de idade, Isabel casou-se com Sir Tomás Grey, na época também uma criança, em 18 de fevereiro de 1413, por Consentimento Real. Ele era filho de Sir Tomás Grey de Heton e de Alice Neville. O pai de Tomás também foi um participante da Conspiração de 1415, e assim como os outros, foi decapitado. 
O casamento não resultou em filhos, tendo sido anulado antes de 1426.
Antes da data de 25 de abril de 1426, Isabel casou-se com Henrique, futuro conde de Essex, filho de Guilherme Bourchier, 1.º Conde de Eu e de Ana de Gloucester, uma neta do rei Eduardo III.
Eles tiveram dez filhos.
Henrique morreu em 4 de abril de 1483. A condessa Isabel faleceu em 2 de outubro de 1484, com cerca de 75 anos de idade. Ambos foram sepultados na Abadia Beeleigh, e depois transferidos para a Igreja de Little Easton, ambas em Essex.

## Descendência
De seu segundo casamento:
- Guilherme Bourchier, Visconde Bourchier (m. 14 de abril de 1471), sua primeira esposa foi Isabel de Vere, de quem não teve filhos. Depois foi marido de Ana Woodville, irmã da rainha de Inglaterra, Isabel Woodville, com quem teve três filhos. Ele morreu lutando na Batalha de Barnet pela Casa de Iorque;
- Henrique Bourchier (m. agosto de 1458 ou 1462), foi senhor Scales como marido da baronesa Isabel Scales. Sem descendência;
- Humberto Bourchier (m. 14 de abril de 1471), primeiro e único barão Bourchier de Cromwell. Foi marido de Joana Stanhope, mas não teve filhos. Também morreu na Batalha de Barnet;
- João Bourchier (m. entre 1490 e 1494), foi casado duas vezes, primeiro com Isabel, senhora Ferrers, e depois com Isabel Chichele. Sem descendência;
- Tomás Bourchier (m. 26 de outubro de 1491), foi casado duas vezes, primeiro com Isabel Barre, e depois com Ana Andrews. Teve descendência pelo primeiro casamento;
- Isabel Bourchier (m. 1489);
- Eduardo Bourchier (m. 30 de dezembro de 1460), não se casou e nem teve filhos. Morreu na Batalha de Wakefield;
- Fulque Bourchier;
- Hugo Bourchier;
- Florença Bourchier (m. 1525/26).